# 藤井道人
藤井 道人（ふじい みちひと、1986年8月14日 - ）は、日本の映画監督、脚本家、映像作家。BABEL LABEL所属。東京都渋谷区出身、日本大学芸術学部映画学科脚本コース卒業。

## 来歴・人物
東京都渋谷区生まれ。実姉は絵本作家のよしだるみ。
3歳から剣道を始め、小学5年生時には東京都で準優勝。道場の先生の母校だった立正高等学校を進学先に選び、高校時代も関東大会に出場するなど剣道に打ち込んだ。
その一方で映画を観始めたのも高校時代で、高校3年生の頃に映画監督になることを意識し始めた。高校卒業後は日本大学芸術学部映画学科脚本コースへ進学。映画サークルに所属し、ひたすら映画を作った。大学在学中、入江悠監督や鈴木章浩監督の作品に助監督として参加する一方で、脚本家・青木研次に師事。19歳から映像ディレクターとしてCMやPVを手がける。
2009年、大学を卒業後はフリーランスとして活動し、オリジナルビデオ作品やインディーズ長編映画などで企画・脚本・監督を務める。
2010年、映像集団「BABEL LABEL」を大学の仲間で映像作家の志真健太郎らと共に設立。
大学時代に知り合ったプロデューサーの奥山和由の提案で伊坂幸太郎の小説「オー!ファーザー」の脚色を手がけ、数年後に監督を打診され承諾、2014年に公開された同作で商業映画監督デビューを果たした。
その後は「TOKYO CITY GIRL」（2015年）、「全員、片想い」（2016年）、「青の帰り道」（2018年）、「デイアンドナイト」（2019年）などの作品を手がける。
2019年にメガホンを取った、東京新聞の記者・望月衣塑子の同名ノンフィクションが原案の社会派映画「新聞記者」は、現代の社会に斬り込んだ映画として口コミで評判が広まり、興行収入6億円を突破する大ヒットを記録。同作で第43回日本アカデミー賞最優秀作品賞を受賞した。
2022年に公開した「余命10年」は興行収入30億円越えの大ヒットを記録した。
2023年4月、第17回日藝賞を受賞。

## 作品

### 短編映画
- 「埃」（第三回ダマー映画祭 審査特別賞 2011年公開）
- 「カナタ、遠く」（2013年公開）
- 「A LITTLE WORLD」（メトロポリタン映画祭準グランプリ（米国）、SSFF in ASIA2012 ネオジャパン部門入選、ジャイプル国際映画祭入選（インド）、EPS映画祭招待作品（韓国）、SSFF inメキシコ2012（メキシコ）、CP+特別上映、ビバリーヒルズ国際映画祭入選、第四回ダマー映画祭観客賞）
- 「Return of the bad girl」主題歌：COMA-CHI 2013年10月全国公開。（SHORT MOVIE CRASH）
- 「ある戦士たちの放課後」（茨城県製作作品、出演：時空戦士イバライガー ）
- 「ほしふるよるに」主題歌:AI「ハピネス」（SSFF in ASIA MUSIC部門入選）
- 「東京」（2014年9月公開）
- 「アキラとポピーの七日間」（ちちぶ映画祭入選）
- 「寄り添う」主題歌：新山詩織 2014年11月全国公開。（SHORT MOVIE CRASH）
- 全員、片想い「嘘つきの恋」（2016年7月2日公開）
- DIVOC-12「名もなき一篇・アンナ」（2021年10月1日公開）
- MIRRORLIAR FILMS Season4「名もなき一篇・東京モラトリアム」（2022年9月2日公開）[10][11]

### 長編映画
- 「SLOW LAND」（2011年1月公開）
- 「けむりの街の、より善き未来は」（2012年6月公開）
- 「SHAKE HANDS」（2013年8月公開）※共同脚本：川原田サキ
- 「オー!ファーザー」（2014年5月24日公開）※2013年東京国際映画祭特別招待作品、2014年沖縄国際映画祭特別招待作品
- 「幻肢」（2014年9月27日公開）第九回アジア青少年映画祭　最優秀脚本賞
- 「TOKYO CITY GIRL」（2015年9月5日公開） 兼プロデューサー　＊オムニバスの一編「17歳、夏」を監督
- 「7s」（2015年11月7日公開）
- 「全員、片思い」（2016年7月2日公開）＊オムニバスの一編「嘘つきの恋」を監督
- 「光と血」（2017年6月3日公開）
- 「悪魔」（2018年公開）
- 「青の帰り道」（2018年12月7日公開）
- 「デイアンドナイト」（2019年1月26日[注釈 1]公開）
- 「新聞記者」（2019年6月28日[12]公開）
- 「宇宙でいちばんあかるい屋根」（2020年9月4日公開）
- 「ヤクザと家族 The Family」（2021年1月29日公開）
- 「余命10年」（2022年3月4日公開）
- 「ヴィレッジ」（2023年4月21日公開）[13]
- 「最後まで行く」（2023年5月19日公開）[14]
- 「青春18×2 君へと続く道」（2024年5月3日公開）
- 「正体」（2024年11月29日公開）
- 「港のひかり」（2025年11月14日公開）
- 「汝、星のごとく」（2026年公開予定）

### ドラマ
- 「雲の糸」（2016年、テレビ東京）
- 「野武士のグルメ」（2017年、Netflix）
- 「100万円の女たち」（2017年、テレビ東京）
- 「日本をゆっくり走ってみたよ～あの娘のために日本一周～」（2018年、Amazon Prime Video）
- 「新宿セブン」（2017年、テレビ東京）
- 「恋のはじまりは放課後のチャイムから」（2018年、Y! mobile） - 広告賞ACC2018 ブランデッド・コミュニケーション部門 シルバー受賞
- 「会社は学校じゃねぇんだよ」（2018年、Abema TV）
- 「日本ボロ宿紀行」（2019年、テレビ東京）
- 「今日、帰ります」（2019年、WOWOW）
- 「パラレルスクールDAYS」（2019年、Y!mobile） - EPICA AWARDS 2019コミュニケーション＆パブリックサービス部門 ゴールド受賞
- 「向かいのバズる家族」（2019年、読売テレビ）
- 「箱庭のレミング」（2021年、ABEMA）
- 「ムショぼけ」（2021年、朝日放送テレビ）※企画プロデュース[15]
- 「アバランチ」（2021年、カンテレ）
- 「会社は学校じゃねぇんだよ 新世代逆襲編」（2021年、ABEMA）
- 「新聞記者」（2022年、Netflix）[16]
- 「封刃師」（2022年、ABCテレビ）
- 「インフォーマ」（2023年、カンテレ / Netflix）
- 「イクサガミ」（Netflix）
- 「透明なわたしたち」（2024年、ABEMA、プロデュース）

### アニメーション
- 「攻殻機動隊 SAC_2045 持続可能戦争」（2021年）- 監督
- 「攻殻機動隊 SAC_2045 最後の人間」（2023年）- 監督

### MV
- RADWIMPS「うるうびと」　※映画『余命10年』主題歌
- ウカスカジー「Celebration」
- ナオト・インティライミ 「未来へ」
- ハルカトミユキ「世界」
- SAY「いとしいひと」
- ONE BUCK TUNER 「TOKYO COLORS」「HOW LONG MILES」「TRAINSPOTTING」
- Northern19 「RELIC」
- SHIT HAPPENNIG 「Sign」「彗星」「Collins」
- TNX「PLAY IT LOUD AND FAST」
- HUSH「怎麼開始的」
- amazarashi「未来になれなかったあの夜に」「スワイプ」
- 清原果耶「今とあの頃の僕ら」
- 宇野実彩子「最低な君にさっきフラれました」
- millennium parade 「FAMILIA」
- HIDEKiSM 「Party Up」
- B'z 「鞭」

### CM
- AMERICAN EXPRESS 「GOLDEN MOMENT」
- SoftBank web CM 「Modern Samurai Isao Machii Cuts Many Objects with ”Iaido” Sword Strokes 」
- 保育ひろば「SUNRISE」
- ポケットモンスター サン・ムーン「ジブンを超えよう」篇
- ワコールブロス「忙しいパパへ」篇
- ワイモバイル 「恋のはじまりは放課後のチャイムから」※広告賞ACC2018　ブランデッド・コミュニケーション部門　シルバー受賞
- MINE×NIVEA「本谷有希子の答とは」
- 資生堂レシピスト「一緒にスキンケア」篇

## 出演

### テレビ
- 「情熱大陸」（TBSテレビ）[17]
- 「ボクらの時代」（フジテレビ）[18]